# Ciglenik (Oriovac)
Ciglenik (1910-től 1971-ig Ciglenik Lužanski) falu Horvátországban, Bród-Szávamente megyében. Közigazgatásilag Oriovachoz tartozik.

## Fekvése
Bródtól légvonalban 23, közúton 32 km-re nyugatra, Pozsegától   légvonalban 16, közúton 27 km-re délre, községközpontjától légvonalban 4, közúton 5 km-re északnyugatra, Szlavóniában, a Dilj-hegység délnyugati lejtőin, az Orljava bal partján fekszik.

## Története
Az itt talált leletek tanúsága szerint területe már az őskortól fogva lakott volt. A kőkorszakból származik az a kőbalta, melyet a helyi Đuro Kovačević talált földművelés közben a Trnavica határrészen fekvő szántóföldjén. A közelben emberi településre utaló égett vakolatot és cseréptöredékeket találtak. A késő bronzkorból is származnak régészeti leletek. A bronztárgyak maradványai mellett a nemesfémek földalatti elrejtésére szolgáló tárolóhely maradványai is előkerültek. A leletek elemzése alapján a Száva völgyében a legrégibb időkben zajló kereskedelmi forgalomra lehetett következtetni.
Ciglenik első írásos említése 1456-ból származik „Chyglenyk” alakban. 1489-ben „Cheglenyk”, 1493-ban „Chygenuk” néven említik a korabeli források. A név talán egy itteni téglaégetőre, vagy egy téglából épített valamilyen építményre utal. A térséget 1536 körül foglalta el a török és több. mint 150 évig török uralom alatt állt. 1691-ben szabadult fel végleg a török uralom alól. 1698-ban „Cziglenik”  néven szerepel a kamarai összeírásban a felszabadított szlavóniai települések között. A település eredetileg a Zukača, Bučik és Smrič nevű dombok közötti völgykatlanban, a Bródot Pozsegával összekötő főúttól távolabb feküdt. Ma az eredeti helyétől mintegy negyed óra járásra délnyugatra található. Még ma is található néhány régi kunyhó maradványa a trnavicai temető közelében, mely helyet ezért Kućištának neveznek. A falu mai helyre költözése az Újgradiskát Bróddal összekötő új főút megépítésével kapcsolatos, melynek munkálatai 1748-ban kezdődtek. Ekkor sok környékbeli falu népe költözött az új út mellé, vagy annak közelébe. 1760-ban Cigleniknek 24 háza volt, melyekben 37 család élt 162 katolikus lakossal. A katonai közigazgatás idején a lakosság mezőgazdasággal és állattartással, azon belül pedig főként sertéstenyésztéssel foglalkozott, melynek különösen kedvezett a tölgyerdőkkel övezett környezet. A század végére a hangsúly a földművelésre helyeződött. Ekkor kezdődött a vízkészlet intenzívebb felhasználása is. Az Orljava mentén is malmok épültek, melyekből a 19. század elejére Cigleniken és Bečicen már öt működött. A legrégibb ismert malom az Adrović családé volt és 1817-ben épült. A falu közelében nem messze a Kruškovac-patak völgyétől 1894-ben szénbányászat kezdődött és bár az összes kiszolgáló létesítményt felépítették a termelést két év múlva be kellett fejezni a szén gyenge minősége miatt.
Az első katonai felmérés térképén „Ziglenik” néven található. A gradiskai ezredhez tartozott. Lipszky János 1808-ban Budán kiadott repertóriumában „Cziglenik” néven szerepel. Nagy Lajos 1829-ben kiadott művében „Cziglenik” néven 31 házzal, 146 katolikus és 20 ortodox vallású lakossal találjuk. A katonai közigazgatás megszüntetése után 1871-ben Pozsega vármegyéhez csatolták.
A településnek 1857-ben 222, 1910-ben 388 lakosa volt. Az 1910-es népszámlálás szerint lakosságának 82%-a horvát, 18%-a szerb anyanyelvű volt. Pozsega vármegye Bródi járásának része volt. Az első világháború után 1918-ban az új szerb-horvát-szlovén állam, majd később (1929-ben) Jugoszlávia része lett. A település 1991-től a független Horvátországhoz tartozik. 1991-ben lakosságának 89%-a horvát, 4-4%-a szerb és jugoszláv nemzetiségű volt. 2011-ben 159 lakosa volt.

## Lakossága
| Lakosság változása | Lakosság változása | Lakosság változása | Lakosság változása | Lakosság változása | Lakosság változása | Lakosság változása | Lakosság változása | Lakosság változása | Lakosság változása | Lakosság változása | Lakosság változása | Lakosság változása | Lakosság változása | Lakosság változása | Lakosság változása |
| ------------------ | ------------------ | ------------------ | ------------------ | ------------------ | ------------------ | ------------------ | ------------------ | ------------------ | ------------------ | ------------------ | ------------------ | ------------------ | ------------------ | ------------------ | ------------------ |
| 1857               | 1869               | 1880               | 1890               | 1900               | 1910               | 1921               | 1931               | 1948               | 1953               | 1961               | 1971               | 1981               | 1991               | 2001               | 2011               |
| 222                | 267                | 259                | 317                | 320                | 388                | 354                | 362                | 406                | 397                | 377                | 314                | 239                | 223                | 189                | 159                |

## Gazdaság
A helyi gazdaság alapja a mezőgazdaság és az állattartás. Sajnos mára a mezőgazdaság is háttérbe szorul és a termőföldek felhagyásának tendenciája érvényesül, ami a hasonló kisebb települések elhagyásához vezet. A Zukaca lejtőin azonban számos szőlőültetvény található, amelyek egyenként kis területűek, de folyamatosan terjeszkednek. Kiváló minőségű borokat állítanak itt elő elsősorban saját felhasználásuk céljából, de kielégítik a helyi lakosság igényeit is.

## Nevezetességei
A Drenovac és Pleternice felé vezető út mentén két kis kápolna található. Az egyik a Ledenice-hegy alatti Szent János forrásnál, melyet 1905-ben épített a bečici Marijan Pavić.
A másik Ciglenik és Bečić között áll és Szent Valentin tiszteletére van szentelve.
A falu Szent Mihály templomát 1930-ban építették a régi fatemplom helyén. Hosszúsága 13, szélessége 6 méter, tornyának magassága 20 méter. 1952-ben elektromos árammal látták el. Harangja a bečici Batinić molnár ajándéka.

## Kultúra
A falu jelentősebb ünnepei Szent Mihály, Szent Vince (Vincentovo), Munkás Szent József és Szent Márton (Martinje) ünnepe. A gyermekek számára hagyományos népszokás a februári farsangolás, amikor a hamvazószerda előtti időszakban maszkokban végigjárják a házakat, ahol ajándékokat kapnak.

## Oktatás
Ciglenikben az első iskolát a gradiskai ezred parancsnokának utasítására nyitották meg. Ez az első iskola azonban nem sokáig működött. 1870-ben újból megnyitották, majd 1880-ban ismét beszüntették a működését. Az iskola iránti igény azonban továbbra is megvolt és a helyiek az önkormányzati vezetők segítségével pénzt gyűjtöttek az építéshez. Az iskola 1885. február 3-án folytatta működését Antun Gundrum magánházában, ahol 1887. szeptemberig működött. Egy évvel korábban, 1886. október 1-jén elkészült az új iskolaépület, amely akkor a falu legszebb épülete volt. Az első évben 40 diák vett részt az oktatásban az új iskolában. 
Az iskola mellett iskolakert volt, amelyet a diákok gondoztak. 1894-ben méhészetet hoztak létre a tanulók számára. Az 1910/1911-es tanévben az iskolában 62 tanuló volt. Az 1950-es években érkezett az iskolába tanárként Biserka Basi - Vincez (közismert nevén Cica) aki valóságos legendává vált és még mindig nagy szeretettel és tisztelettel beszélnek róla. Sokat változtatott az iskolai munkán és azon kívül is. A diákokkal együtt parkot ültetett a faluban. Ciglenikben az 1970-es évekig maradt, amikor a lužane-i iskolába ment át. 1970-ben a cigleniki iskolát ideiglenesen megszüntették. 1985 szeptemberében nyitotta meg újra kapuit és azóta ugyanabban az épületben működik.

## Sport
Az „Omladinac” sportegyesületet 1957-ben alapították. Ezen belül működik az „Omladinac” Ciglenik-Bečic labdarúgóklub. Az egyesület első elnöke Stjepan Cerković volt. A futballcsapat mellett az egyesület a röplabda, sakk és atlétikai szakosztályt (100 méteres futás, távolugrás és kötélhúzás) is magába foglalta. A csapatok a vidéki sportrendezvényeken is versenyeztek. 1974-ben a labdarúgóklub pénzeszközök hiányában megszűnt. Ezután a csak slavonski brodi városi ligában szerepelt a délszláv háborúig. 1991 és 1993 között a háború miatt nem volt bajnokság. 1993-ban új megyei bajnokságot alapítottak, és az NK „Omladinac” a megyei harmadik liga nyugati csoportjába került, ahol az 1994/1995-ös szezonban első helyezést ért el, és a II. liga nyugati csoportjába lépett. A klub itt a táblázat közepén helyezkedett el. A klubtörténet legsikeresebb szezonja az 1999/2000-es szezon volt, amikor a klub első helyezést ért el és belépett a megyei I. ligába. Pénzügyi gondok miatt a 2003/2004-es szezonban a klub visszatért az alacsonyabb osztályba. Ma a klubnak új pályája van a falu központjában, ahol 2006-ban a világítást is beszerelték annak érdekében, hogy a 2006/2007-es szezontól az  összes hazai mérkőzést este játszhassák. A klub a 2010/2011-es szezonban a megyei III. liga középső csoportjában szerepelt. 2011 júniusában megkezdődött a keleti tribün megépítése a legfanatikusabb 200 néző számára.

## Egyesületek
A Ciglenik-Bečic Önkéntes Tűzoltóegyletet 1951. szeptember 9-én alapították. A 28 tag jelentős társadalmi munkáz is végzett, így dolgoztak a falu villamosításán, a gabona betakarításán, részt vettek a falu kulturális életében is. Évről évre egyre több felszerelést szereztek be. 1953. szeptember 20-án befejeződött a tűzoltószerház építése. 1954-ben az egyesület keretében fúvószenekart alapítottak, amely mellett színjátszó csoport is működött. Az egyesület gazdag múltjából mára csak a tűzoltószerház maradt.
2007. elején Orljava-Ciglenik néven turisztikai egyesületet alapítottak azzal a fő feladattal, hogy különféle lehetőségeket kínáljon a potenciális turisták számára az Orljava-folyó és a környék által kínált turisztikai látnivalókkal. Az egyesület elnöke Ivica Palkovic.

## Fordítás
Ez a szócikk részben vagy egészben  a   Ciglenik (Oriovac) című horvát Wikipédia-szócikk ezen változatának fordításán alapul.  Az eredeti cikk szerkesztőit annak laptörténete sorolja fel. Ez a jelzés csupán a megfogalmazás eredetét és a szerzői jogokat jelzi, nem szolgál a cikkben szereplő információk forrásmegjelöléseként.